# Gerhard Kaiser (Künstler)

Gerhard Kaiser (2015)

Gerhard Kaiser (* 24. März 1955 in Bad Vöslau) ist ein österreichischer Künstler.

## Leben und Wirken
Kaiser studierte von 1975 bis 1980 an der Universität für angewandte Kunst Wien, Meisterklasse für Malerei und Graphik bei Oswald Oberhuber. Er lebt und arbeitet in Berndorf – St. Veit an der Triesting. Sein künstlerisches Konzept basiert auf der Auseinandersetzung mit sehr unterschiedlichen divergierenden und ineinandergreifenden Medien (Zeichnung, Photographie, Scans, Objekt, Druck und Installation). Die Medien kommunizieren untereinander innerhalb des Arbeitsprozesses. Eine Zuordnung zu klassischen Techniken ist nicht möglich. Gerhard Kaisers Arbeit unterliegt einem steten Prozess der Veränderung, der durch den sehr verschlungenen Medienmix in raumgreifende Installationen mündet.

## Ausstellungen (Auswahl)
- 1976 „Buchobjekte“, Galerie nächst St. Stephan, Wien
- 1981 „Objekte-Bilder-Graphiken“, Niederösterreichisches Landesmuseum Wien
- 1984 „Neue Kunst aus dem Depot“, Niederösterreichisches Landhaus, Wien
- 1985 „Leopoldi-Variationen“, Haus Mazakarini, Klosterneuburg
- 1986 „Zeichnungen“, Beethovenhaus Baden
- 1988 „Neue Malerei aus Niederösterreich“, St. Pölten
- 1989 „60 Tage Österreichisches Museum des 21. Jahrhunderts“, Hochschule für angewandte Kunst in Wien
- 1989 „Conversazione“, Künstlerhaus Graz
- 1991 „Figürlich“, Wanderausstellung der NÖ Gesellschaft für Kunst und Kultur
- 1992 „Balanceakte“, Kunsthalle Krems
- 2000 „Farbenlust und Formgedanken“, Hochschule für angewandte Kunst, Baden, Klagenfurt, Budapest, Wien
- 2006 „Abstrakt“,Niederösterreichisches Dokumentationszentrum für moderne Kunst, St Pölten
- 2007 „Vier Positionen“, Niederösterreichisches Dokumentationszentrum für moderne Kunst, St. Pölten
- 2007 „Feuer“, NÖ Landesausstellung, Waidhofen/Ybbs
- 2007 „Die Liebe zu den Objekten“, Nö-Landesmuseum
- 2009 „Sidewalk“, Galerie in der Bezirkshauptmannschaft Melk
- 2009 „Cocooning“, Kunsthaus Mürz
- 2009 „Raumimpuls“, Sammlung E. Urban, Waidhofen/Ybbs
- 2010 „Grounding“, Artothek Krems, Nö: „Go West“, Zentrum für Gegenwartskunst, Palais Liechtenstein, Feldkirch (mit Richard Jurtitsch, Robert Kabas, Leopold Kogler und Franz Schwarzinger)
- 2011 „Künstler dreier Länder“, Südböhmische Galerie, Budweis: „Missing link“, Kulturfenster-Kokoschkazentrum, Pöchlarn
- 2013 „Graurand“, Palais Liechtenstein, „Zeichnung-Zeichnung“, Künstlerhaus Wien
- 2014 „Mapping the World“, Niederösterreichgesellschaft für Kunst und Kultur
- 2015 „Wechselwirkung - Wirkungswechsel“, Dokumentationszentrum für Moderne Kunst in St. Pölten, Niederösterreich